# フランソワ2世 (フランス王)
フランソワ2世（François II de France, 1544年1月19日 - 1560年12月5日）は、ヴァロワ朝第11代フランス王（在位：1559年 - 1560年）。父はアンリ2世、母はカトリーヌ・ド・メディシスで、シャルル9世、アンリ3世の兄である。スコットランド女王メアリー・ステュアートを王妃とした。

## 生涯
長い間子供に恵まれなかったカトリーヌが授かった最初の男子で、1545年父アンリが国王として即位すると王太子（ドーファン）となる。しかし、耳鼻咽喉科系の先天性の持病を持っており、始終耳から膿を吹き出し、口も半開きにすることが多く、咽頭扁桃肥大症（アデノイド）の症状を表していたという。
1558年4月24日、フランソワはフランスで育てられていたスコットランド女王メアリー・ステュアートと結婚する。1559年、アンリ2世が不慮の事故で死去すると、フランソワ2世として即位した。フランスの法では、15歳のフランソワ2世は成人とみなされ、摂政を必要としないが、フランソワは若く、政治の経験もなく、しかも持病があった。その結果、フランソワ2世は大臣たちに母カトリーヌから指示を受け取るよう命令した。しかし、カトリーヌは夫を失って深い悲しみに浸っており、指示を下せる状況になかった。カトリーヌが大臣たちに王妃の外戚であるギーズ公フランソワから指示を仰ぐよう伝えた結果、王妃たち一族が実権を握り、プロテスタントを弾圧した。カトリーヌ・ド・メディシスはこの措置に同意した。
1560年の年末も近い晩秋、フランソワ2世は狩猟に出かけた帰りに耳の後ろに鋭い痛みを訴えて倒れ、中耳炎と診断される。侍医は開頭手術を提言したが母カトリーヌ・ド・メディシスはこれを拒絶、中耳炎は彼の脳葉にまで達し、脳炎を引き起こして死亡した。16歳であった。王位はその後、弟シャルル9世、アンリ3世が継承した後、男子が絶えてヴァロワ朝は断絶する。